# Sylwester Kaczyński

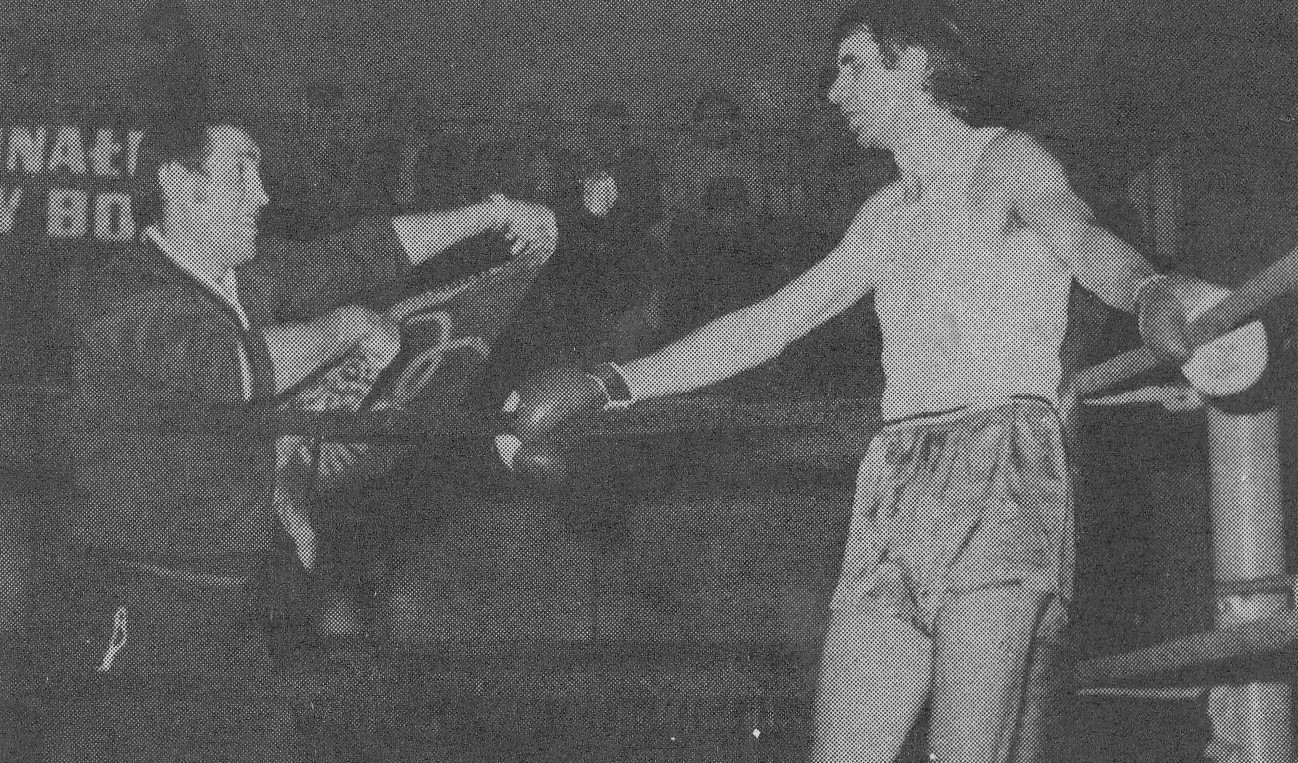
Sylwestr Kaczyński (z lewej, z ręcznikiem) w roli trenera na ringu z Januszem Gortatem

Sylwester Kaczyński (ur. 25 października 1937 w Warszawie, zm. 1 lutego 2025) – polski bokser, trzykrotny indywidualny mistrz Polski.

## Życiorys
W 1958 zdobył pierwszy medal mistrzostw Polski – brąz w kategorii lekkopółśredniej. Po raz pierwszy mistrzem kraju został w 1965 w kategorii półśredniej, złote medale zdobył także w 1968 i 1969. Osiem razy był mistrzem Polski w rozgrywkach ligowych, występując w barwach Legii Warszawa. W 1963 triumfował w Turnieju Przedolimpijskim Polskiego Związku Bokserskiego i „Trybuny Ludu” (w kategorii półśredniej), miał na koncie ponadto dwa medale Mistrzostw Armii Zaprzyjaźnionych (1963 srebro, 1969 brąz, oba w kategorii półśredniej).
W latach 1963–1969 wystąpił w 4 meczach międzypaństwowych reprezentacji Polski, odnosząc 3 zwycięstwa przy 1 przegranej.
Stoczył 365 walk z czego 319 wygrał, 8 zremisował i 38 przegrał.
Po zakończeniu kariery zawodniczej pracował jako trener.
Zmarł 1 lutego 2025 w Warszawie i został pochowany na Cmentarzu Komunalnym Północnym (kwatera D-III-3/4, rząd 1, grób 45)

## Medale mistrzostw Polski
- indywidualnie:
  - 1958 3. miejsce (kategoria lekkopółśrednia)
  - 1963 3. miejsce (kategoria półśrednia)
  - 1964 2. miejsce (kategoria półśrednia)
  - 1965 1. miejsce (kategoria półśrednia)
  - 1966 2. miejsce (kategoria półśrednia)
  - 1967 2. miejsce (kategoria półśrednia)
  - 1968 1. miejsce (kategoria półśrednia)
  - 1969 1. miejsce (kategoria półśrednia)
  - 1970 3. miejsce (kategoria półśrednia)
- drużynowo (wszystkie w barwach Legii Warszawa):
  - 1956/1957 1. miejsce
  - 1957/1958 1. miejsce
  - 1958/1959 1. miejsce
  - 1960/1961 1. miejsce
  - 1961/1962 1. miejsce
  - 1962/1963 1. miejsce
  - 1968/1969 1. miejsce
  - 1971 1. miejsce